# Sarriac-Bigorre
Sarriac-Bigorre – miejscowość i gmina we Francji, w regionie Oksytania, w departamencie Pireneje Wysokie.
Według danych na rok 1999 gminę zamieszkiwały 263 osoby, a gęstość zaludnienia wynosiła 24 osoby/km² (wśród 3020 gmin regionu Midi-Pyrénées Sarriac-Bigorre plasuje się na 796. miejscu pod względem liczby ludności, natomiast pod względem powierzchni na miejscu 1034.).